# Joseph Kotalla
Joseph Johann (Jupp) Kotalla (Bismarckhütte, 14 juli 1908 – Breda, 31 juli 1979) was een Duitser die tijdens de Tweede Wereldoorlog hoofd van de administratie en de facto plaatsvervangend commandant van Kamp Amersfoort was. Hij behoorde tot de Vier van Breda en nadien tot de Drie van Breda. Hij zat na de oorlog een levenslange gevangenisstraf uit wegens oorlogsmisdaden. Kotalla is de enige Duitse oorlogsmisdadiger die in Nederlandse gevangenschap overleed.

## Geslachtsnaam
De juiste spelling van de geslachtsnaam is Kotalla, zonder umlaut. Volgens rechtbankstukken van zijn Nederlandse proces na de Tweede Wereldoorlog zou hijzelf verklaard hebben dat zijn naam mét umlaut op de eerste A moest worden geschreven. Bij zijn gratieverzoek van 1 augustus 1959 gaf hij echter te kennen dat zijn achternaam zonder umlaut was. Hij probeerde daarmee vrijstelling te bewerkstelligen. Lange tijd bleef hij in Nederland bekendstaan als Kotälla. In (West-)Duitsland daarentegen stond hij altijd al bekend als Kotalla zonder umlaut.

## Jeugd
Kotalla werd geboren in Opper-Silezië, toentertijd Duits gebied dat na de Eerste Wereldoorlog aan Polen werd toegewezen. Hij was de oudste van vijf kinderen. Zijn vader was bedrijfsleider van een grote plaatselijke ijzerfabriek. Na de oorlog kwam de fabriek in Poolse handen. Kotalla's moeder was een alcoholiste, net als beide grootmoeders. Op negenjarige leeftijd liep Kotalla een zwaar hersentrauma op, dat hem anderhalf jaar in het ziekenhuis hield. Mede daardoor was hij op school een slechte leerling. Toen hij veertien was, werd hij tijdelijk in een psychiatrische inrichting opgenomen. Van beroep was Kotalla vertegenwoordiger.

## Tweede Wereldoorlog
Kotalla werd na de Duitse inval in Polen opgeroepen voor Duitse militaire dienst, werd ingedeeld bij de SS en raakte bij gevechten aan het oostfront gewond. Toen hij hersteld was, vertrok hij in 1941 naar Nederland. Hij kwam te werken bij de Cellenbarakken van de Scheveningse gevangenis. Hij ontmoette in die tijd zijn eerste - uit het Duitse Kleef afkomstige - echtgenote met wie hij in 1941 trouwde; bij het aangaan van het huwelijk was zij zeventien jaar. In september 1942 werd hij door Schutzhaftlagerführer II Karl Peter Berg aangesteld in Kamp Amersfoort. Hij trad er in dienst als kamp-SS'er en werd er hoofd van de Schreibstube, de administratie. Hij begon zijn werkzaamheden op Abteilung III (Afdeling 3).
Ook na zijn aanstelling in Amersfoort werd Kotalla psychiatrisch behandeld. Vanaf december 1942 tot circa april 1943 werd hij verpleegd op de psychiatrische afdeling van een Duits militair ziekenhuis. In Kamp Amersfoort werd hij na zijn terugkeer uit het ziekenhuis UnterSchutzhaftlagerführer, in welke functie hij Berg verving als commandant bij diens afwezigheid. Als SS-Oberscharführer was hij gedetacheerd bij de Sicherheitsdienst van het kamp. Naar eigen zeggen bleef Kotalla in Kamp Amersfoort werkzaam tot 20 april 1945. Hoewel hij nog steeds getrouwd was, hield hij er in het kamp meer dan eens een minnares op na. In de loop van 1944 kreeg Kotalla een relatie met de toen 21-jarige Amersfoortse Louisa Johanna (Loes) van den Bogert, zij was een typiste die werkte op Abteilung III van het kamp.
Kotalla werd gekwalificeerd als de beruchtste kampbeul van Kamp Amersfoort en had als bijnaam de Beul van Amersfoort. Hij was opvliegend van aard, slikte pervitine, dronk liters jenever en had het voornamelijk voorzien op Joden en priesters. Kotalla stond onder andere bekend om zijn wreedheid tijdens het dagelijks appel, waarbij hij gevangenen schopte en sloeg met een knuppel. In een geval liet hij bij wijze van strafexercitie gevangenen op hun rug liggen en liep dan met zijn laarzen stampend over de liggende mensen. Hij had er schik in om de gevangenen slechts vijf minuten de tijd te gunnen om hun warme maaltijd te verorberen. In zeker één geval liet hij zijn herdershond los op een gevangene. Hij schopte ook tussen de benen van de gevangenen; in het kamp werd dit de 'Kotalla-trap' genoemd. Kotalla maakte diverse keren deel uit van een vuurpeloton.

## Veroordeling

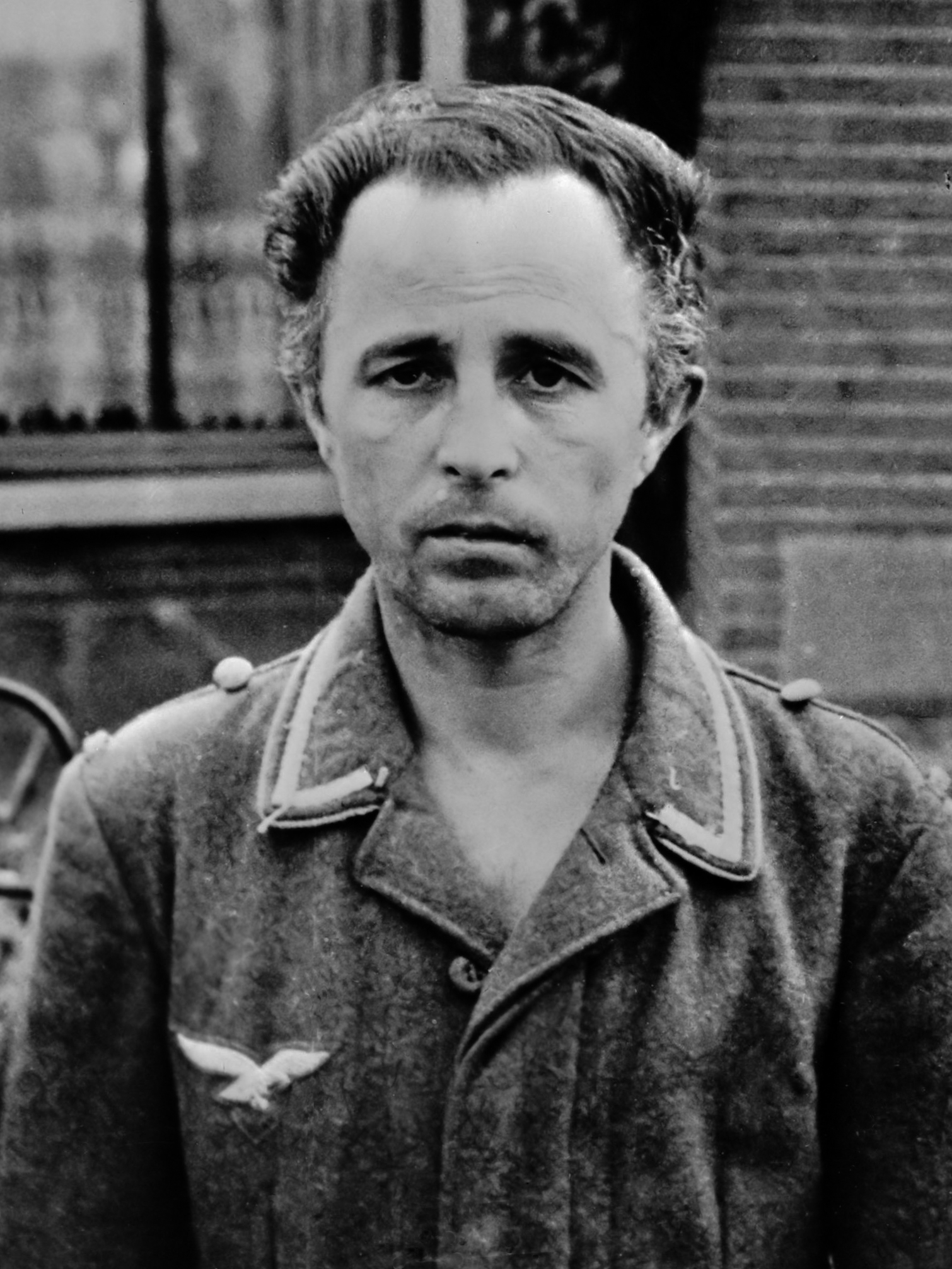
Jupp Kotalla vlak na zijn arrestatie, gefotografeerd in de Bergstraat in Amersfoort. Hij probeerde zijn SS-identiteit te verhullen door het dragen van een Luftwaffe-uniform. (1945)

Op 14 december 1948 werd Kotalla door het Amsterdamse Bijzonder Gerechtshof ter dood veroordeeld. De Bijzondere Raad van Cassatie liet Kotalla psychiatrisch onderzoeken door een zenuwarts. Deze concludeerde op 4 oktober 1949 dat hij tijdens het plegen van zijn misdrijven "niet verminderd toerekenbaar" was en dat "zijn nerveuze aanleg niet als verontschuldiging kan dienen voor de vele door hem gepleegde mishandelingen, aangezien zij daarvoor een te duidelijk systematisch karakter vertonen". Mede op basis van deze conclusie werd op 5 december 1949 de doodstraf gehandhaafd.
Op verzoek van zijn advocaat werd een tweede psychiatrisch onderzoek uitgevoerd dat in een rapport van 18 maart 1950 concludeerde dat hij wel degelijk verminderd toerekeningsvatbaar was. Uiteindelijk werd Kotalla op verzoek van zijn raadsman door de psychiaters Pieter Baan en H.C. Rümke onderzocht in de Psychiatrische Observatie Kliniek in Utrecht. Deze gaven op 5 juni 1951 eveneens aan dat Kotalla verminderd toerekeningsvatbaar was. Volgens hen had Kotalla een dwangneurotisch karakter dat mede een gevolg was van een "organische beschadiging" van het centraal zenuwstelsel, alsook een "infantiel realiteitsbesef". Het rapport geeft aan:
[...] waar een dwangneurotisch karakter nog gecompliceerd wordt door een organische hersenlaesie, is het vaak nog wel zo dat zij voldoende inzicht hebben in de wederrechtelijkheid van bepaalde gedragingen. In het verkeerde van hun handelwijzen (zelfs als zij dom zijn zoals de onderzochte dit duidelijk is), doch op grond van stoornissen als hierboven omschreven, ondervinden zij een dergelijke stoornis in het uitoefenen van hun vrije wilsbeschikking dat zij - minder dan de gemiddelde normale - niet bij machte zijn hun wil in overeenstemming met een eventueel behouden inzicht van wederrechtelijkheid te kunnen bepalen. Het is hierom dat wij van mening zijn dat Joseph Kotälla, tijdens het plegen van de hem ten laste gelegde feiten, lijdende was aan enkele zodanige stoornissen zijner geestesvermogens dat deze feiten, indien bewezen, hem in het algemeen in verminderde mate zullen kunnen worden toegerekend.
Op grond van het laatste psychiatrische rapport werd op 5 december 1951 bij koninklijk besluit de doodstraf omgezet in een levenslange gevangenisstraf.

## Koepelgevangenis Breda
Kotalla werd op 7 november 1952 met de Duitse oorlogsmisdadigers Ferdinand aus der Fünten en Franz Fischer vanuit de strafgevangenis Norgerhaven in Veenhuizen in de koepelgevangenis van Breda opgesloten. De Duitse oorlogsmisdadiger Willy Lages volgde op 24 februari 1955. Na de vrijlating van alle andere oorlogsmisdadigers in Breda en elders in Nederland, begin jaren zestig, ging dit kwartet door als de Vier van Breda. Na de vrijlating van Lages in 1966 werd het overgebleven trio de Drie van Breda genoemd.
Kotalla scheidde in 1960 van zijn vrouw. De echtscheiding was door zijn echtgenote aangevraagd. Ze hadden geen kinderen. Een jeugdliefde was Kotalla vanaf 1957 maandelijks een brief gaan schrijven. Met haar trouwde hij op 28 december 1966 in de koepelgevangenis. Aus der Fünten, Fischer en twee tantes van Kotalla waren bij de huwelijksplechtigheid aanwezig. Zijn tweede echtgenote bezocht hem jaarlijks op zijn verjaardag en met kerst.
In de koepelgevangenis van Breda bracht Kotalla zijn dagen door in de werkbarak voor textielgoederen. Het verstellen en maken van kledingstukken was echter niet zijn favoriete bezigheid. Begin jaren zeventig werd hij hiervoor wegens hartklachten afgekeurd. Als hobby kweekte Kotalla jarenlang maanvissen in zijn cel. Hij bezat tot honderden exemplaren. Nakomelingen werden door een bewaarder tegen visvoer ingeruild bij een plaatselijke dierenwinkel. Op die manier kon hij zijn hobby op een goedkope manier uitoefenen. Toen hij 65 jaar werd, vroeg hij vergeefs een AOW-uitkering aan. Hiervoor had Kotalla zelfs op eigen kosten een advocaat ingeschakeld. Het verzoek werd afgewezen, waarop Kotalla een rechtszaak aanspande, die hij ook verloor.
In de nacht van 30 op 31 oktober 1973 kreeg Kotalla een hersenbloeding en werd hij overgebracht naar een ziekenhuis in Scheveningen. Het rechterdeel van zijn lichaam was verlamd geraakt en hij kwam in een rolstoel terecht. Praten en lopen moest hij opnieuw leren. Wat lopen betreft, kwam hij nooit meer verder dan wat schuifelen. Kotalla wilde per se teruggebracht worden naar de koepelgevangenis in Breda. Hij gaf als reden dat hij in Scheveningen in isolatie zat en zijn vertrouwde omgeving in Breda miste. Zijn verzoek werd geweigerd, waarop hij op 26 november 1974 in hongerstaking ging. Uiteindelijk werd hij op 6 december 1974 alsnog teruggebracht naar de koepelgevangenis in Breda. Op 18 mei 1975 werd hem het sacrament der stervenden toegediend, maar hij bleef in leven. Op 22 juli 1976 vroeg hij in een kort geding om tijdelijke vrijlating. Zijn advocaten gaven als argument dat zijn gezondheidssituatie verdere detentie onmogelijk maakte. Ook gaven ze aan dat Kotalla gediscrimineerd werd omdat meerdere andere oorlogsmisdadigers al vrijgelaten waren. De rechtbank wees zijn vorderingen af. In hoger beroep gebeurde dat opnieuw, net als bij de Hoge Raad op 11 februari 1977. Kotalla liet het er niet bij zitten en stapte naar het Europees Hof voor de Rechten van de Mens, maar in 1978 ving hij ook daar bot.

## Dood
Kotalla stierf in de Bredase gevangenis in 1979. Een van de nonnen die hem in zijn laatste weken verzorgde, was als enige bij zijn overlijden aanwezig. Zijn lichaam werd naar het mortuarium van Huize Elisabeth in Zundert gebracht, waar zijn geestelijk verzorger was aangesteld als rector. Kotalla kreeg een rooms-katholieke uitvaartdienst, maar er werd voor de buitenwereld geen ruchtbaarheid aan gegeven. Op 2 augustus, twee dagen na zijn overlijden, werd hij in Breda op rijkskosten gecremeerd.
Zijn as werd op Kotalla's verzoek naar de begraafplaats in het Duitse Fulda verstuurd, waar zijn tweede echtgenote woonde. Het verzenden gaf problemen, omdat de naam Joseph Johann Kotälla gebruikt werd en in West-Duitsland die naam  onbekend was doordat zijn officiële geslachtsnaam zonder umlaut geschreven wordt. Ook bij de Burgerlijke Stand in Breda bleek hij al die jaren zonder umlaut te zijn ingeschreven. De West-Duitse ambassade in Den Haag bleek hem ook alleen te kennen zonder umlaut. Uiteindelijk werd de as aanvang september 1979 onder zijn geslachtsnaam zonder umlaut naar West-Duitsland verzonden. De urn werd in het graf van zijn schoonouders gelegd.
Zijn weduwe erfde bij zijn dood een bedrag van 7211,28 gulden dat afkomstig was van Kotalla's gevangenisrekening in Breda. Daarnaast erfde zij al het geld van zijn twee bankrekeningen van de Sparkasse Bremen. Ook had zij recht op zijn Duitse pensioenuitkering. Zij stierf in 2008 en werd eveneens bij hem begraven.
Zijn beruchte houten knuppel bleef bewaard en werd geschonken aan de Stichting Nationaal Monument Kamp Amersfoort en is nog altijd te bezichtigen in het herinneringscentrum in Amersfoort.

## Historiografie
In oktober 2019 stelde journalist en historicus Richard Hoving in zijn proefschrift De beul van Amersfoort. Biografie van Josef Kotalla (1908-1979) dat de getuigenverklaringen die na de oorlog waren afgelegd over het door hem doodslaan en -schoppen van gevangenen vals waren. Ze werden volgens hem grotendeels ingegeven door wraak. Hij had weliswaar meegedaan en leiding gegeven aan executies, maar zou door onware verklaringen van als "getuigen" gehoorde personen ten onrechte zijn veroordeeld voor het doodslaan en -schoppen van gevangenen in Kamp Amersfoort. ”De beul van Amersfoort” was volgens Hoving wel terecht zijn bijnaam.